# Esverdeamento do alho

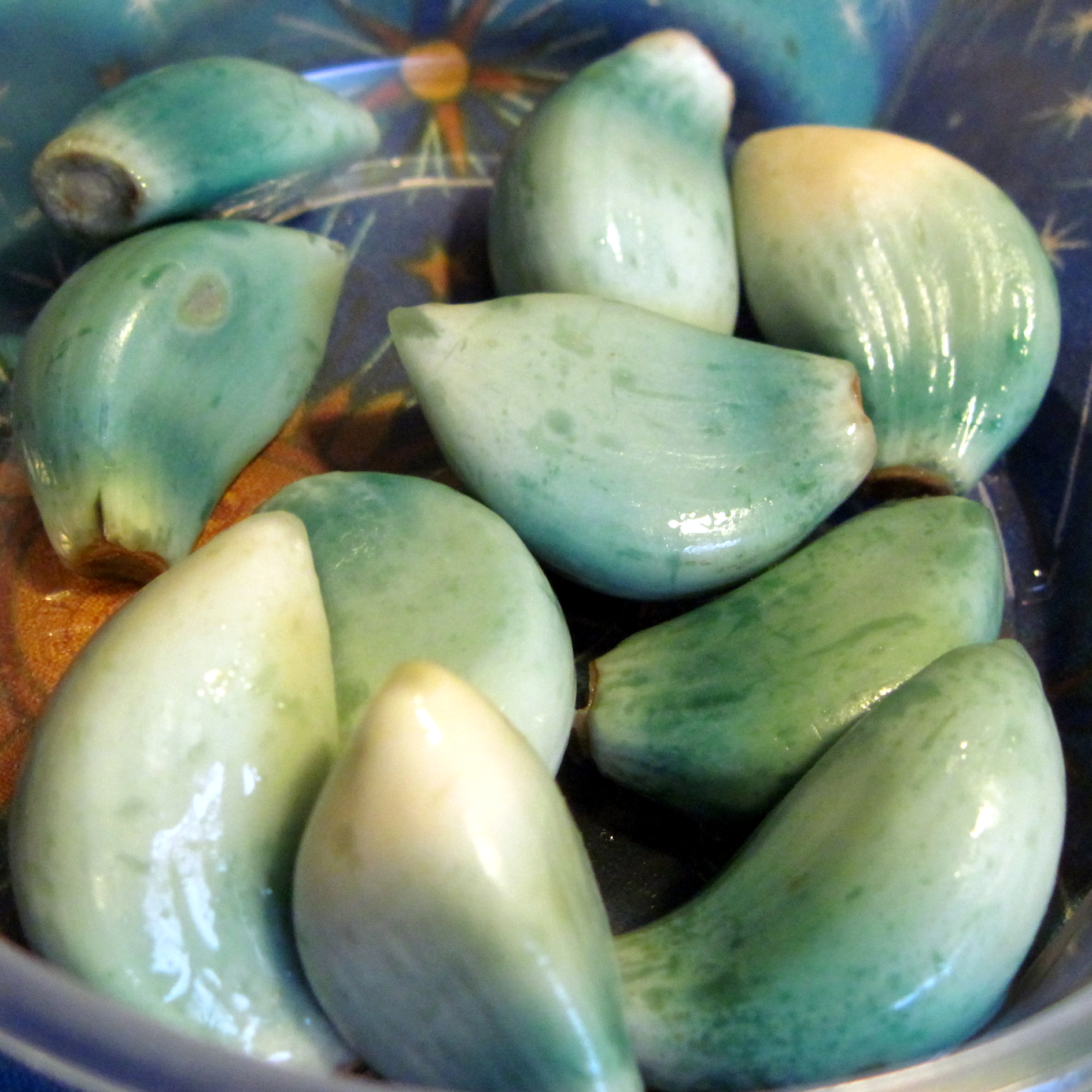
Alho esverdeado após ser conservado sob vinagre.

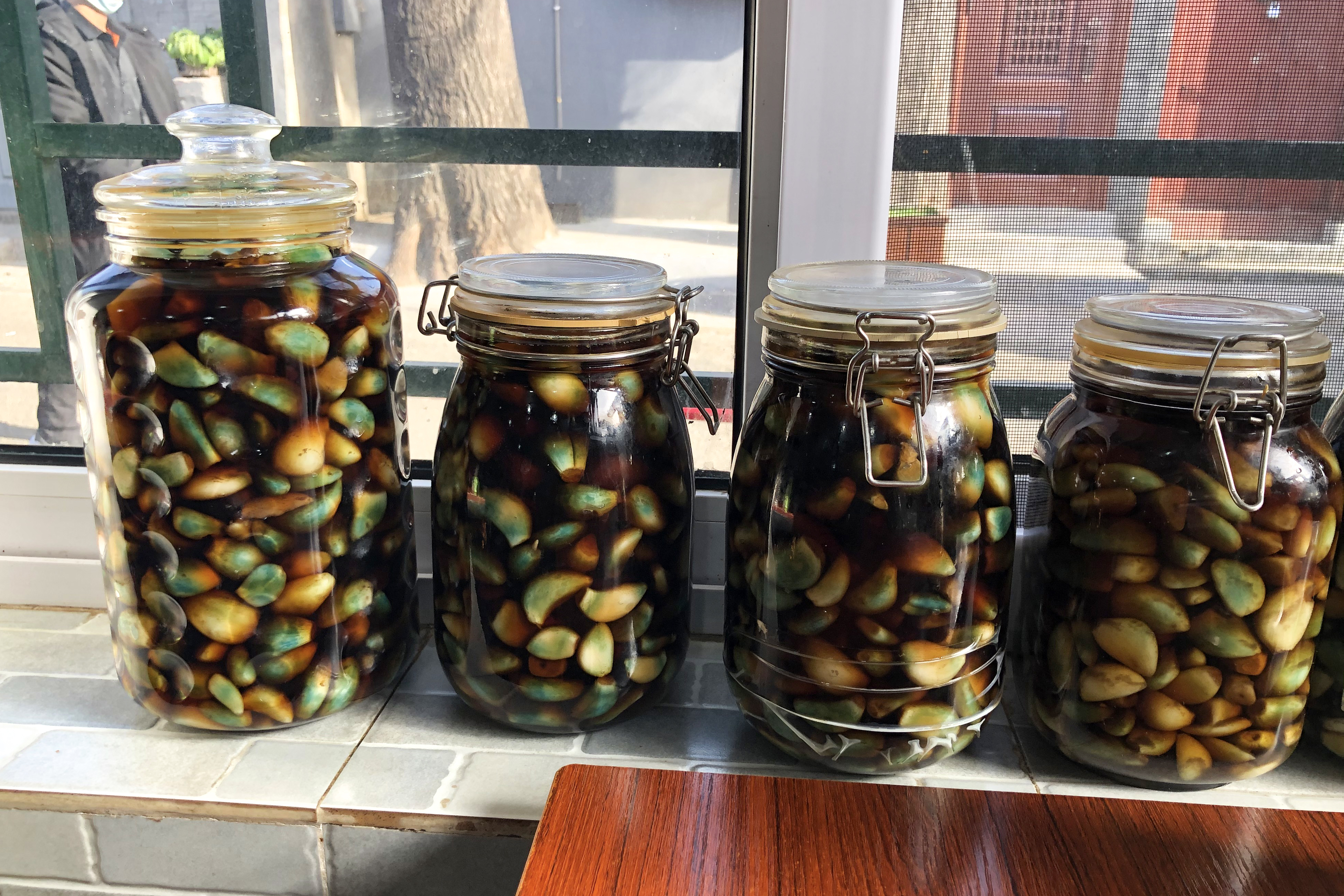
Dentes de alho em conserva, mostrando o fenômeno do esverdeamento.

O esverdeamento do alho é uma reação química que acontece ocasionalmente com condimentos à base de alho fresco cortado, esmagado, em conserva ou fermentado, os quais assumem uma cor verde-azulada peculiar durante sua preparação. Esse fenômeno geralmente é uma ocorrência inesperada e indesejada pela maioria das pessoas, que frequentemente atribuem a cor incomum a alguma reação desagradável ou mesmo perigosa, como a presença de alguma toxina, deterioração ou contaminação por micróbios ou agrotóxicos, levando-as a temer o consumo e rejeitar o produto. No entanto, contrariando a crença comum, essa reação é um fenômeno completamente natural e inofensivo que não leva à formação de produtos tóxicos ou de sabor desagradável, de forma que o produto afetado ainda pode ser utilizado e consumido sem problemas.

## Causa

Alicina, o principal composto sulfurado responsável pelo sabor e cheiro característicos do alho.

O fenômeno do esverdeamento acontece em alguns preparados à base de alho quando os dentes de alho são esmagados, cortados ou triturados. A ocorrência desse fenômeno é bastante variável e por vezes imprevisível, e depende bastante da qualidade do alho utilizado, como sua idade, pH, tempo de refrigeração, teor de aminoácidos livres, temperatura, o teor de compostos sulfurosos e enzimas, concentração de sais, etc, de forma que nem todos os preparados à base de alho irão sofrer essa reação química no mesmo grau e nas mesmas condições.
De um modo geral, dentes de alho mais antigos, com maior tempo de refrigeração e de armazenamento, são mais propensos a sofrerem esverdeamento pois tendem a ter uma maior concentração de enzimas aliinases, maior acidez e um maior teor de aminoácidos livres no citoplasma, condições cruciais para a ocorrência dessa reação.

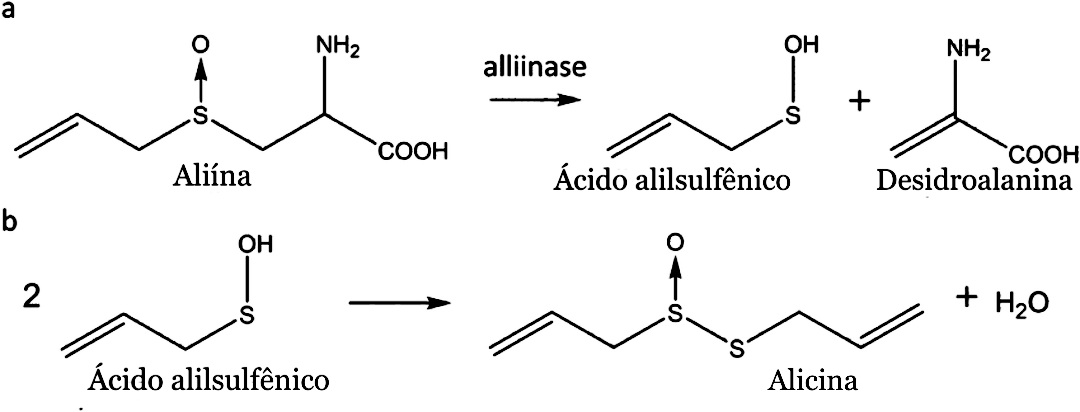
Conversão do precursor aliína em alicina por meio da ação da enzima aliinase. Esta reação química ocorre quando o alho é cortado, esmagado ou lesionado de alguma outra forma.

A reação que causa o esverdeamento acontece preferencialmente em meio ácido fraco (pH entre 3 e 5), em especial quando o vinagre (solução contendo até 4% de ácido acético) é utilizado no preparo. A acidez e o oxigênio do ar podem fazer com que os compostos odoríferos presentes no alho, como a alicina e a isoalicina, reajam com alguns aminoácidos livres para formar compostos pirrólicos, os quais se condensam para formar compostos coloridos de verde, amarelado ou azul.
O esverdeamento do alho é inibido em pH levemente alcalino, por exemplo, na presença de bicarbonato de sódio. Esse composto geralmente é adicionado em preparados à base de alho para evitar essa reação.

## Explicação (Química)

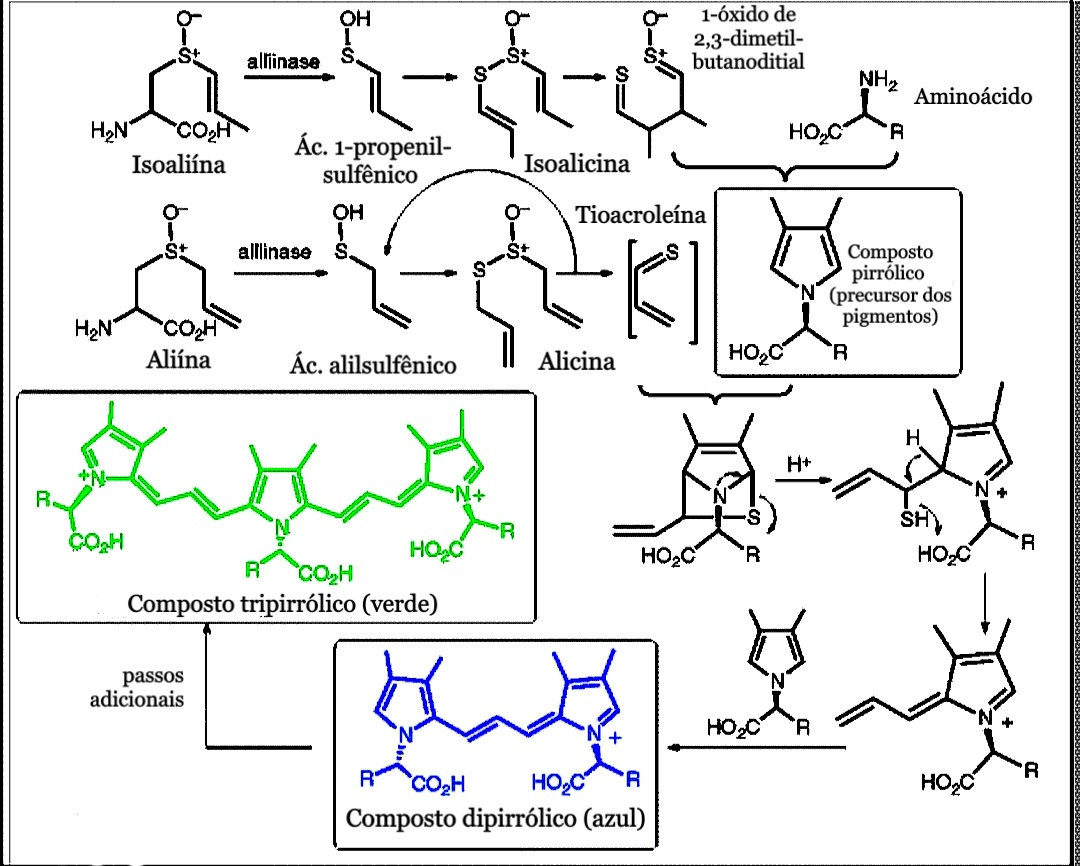
Esquema resumido da reação de formação dos pigmentos verde-azulados.

As mesmas substâncias odoríferas do alho, as quais são compostos à base de enxofre responsáveis pelo seu cheiro característico e sabor picante, são os principais responsáveis por essa reação. Essas substâncias só se formam se o dente de alho for danificado (por exemplo, quando é cortado e esmagado), e não existem nos dentes íntegros do alho. O precursor desses compostos é uma substância chamada aliína, um derivado de aminoácido sulfurado que está presente no citoplasma das células do alho. Essas mesmas células possuem em seu interior uma grande estrutura em forma de bolha chamada vacúolo, repleta de líquido, dentro do qual uma enzima chamada aliinase é mantida dissolvida. A aliína e a aliinase são mantidas em compartimentos separados dentro da célula, sem contato uma com a outra.
Quando a célula do alho é danificada, por exemplo, durante uma tentativa de predação, esmagamento, corte, exposição à acidez ou choque osmótico (por exemplo, adição de sal de cozinha), as células são lesionadas, as membranas dos vacúolos são rompidas e, com isso, a aliína e a aliinase finalmente se encontram. Essa enzima, então, realiza a reação de quebra da aliína para um composto chamado ácido alilsulfênico, ácido pirúvico e amônia. Duas moléculas de ácido alilsulfênico, um composto instável, reagem entre si com liberação de água para formar a alicina (tiossulfinato de dialila), o principal composto químico responsável pelo cheiro e sabor do alho.
A alicina resultante dessa reação é produzida como um mecanismo de defesa da planta para afugentar predadores ou eliminar potenciais parasitas devido aos efeitos antissépticos desse composto. Ela é uma substância reativa e pode sofrer várias outras reações, formando compostos como polissulfetos de alila, acroleínas, isoalicina, entre outros, os quais são responsáveis por acentuar e enriquecer ainda mais o cheiro e o sabor do alho.
Em meio ácido fraco, presença de oxigênio e de alguns íons metálicos como catalisadores, a isoalicina formada pela isomerização da alicina sofre uma reação de rearranjo, e esse produto formado pode reagir com os grupos amina de proteínas ou aminoácidos livres
com perda dos grupos sulfurados para formar derivados de 3,4-dimetilpirrol, os quais podem sofrer reações de acoplamento com compostos como acroleína e tioacroleína (originadas da alicina) para formar compostos polipirrólicos, que são coloridos de amarelo, azul ou verde (a cor depende da quantidade de anéis de pirrol presentes no composto). Ácidos monocarboxílicos, como o ácido acético do vinagre, favorecem essas reações, por isso a cor esverdeada frequentemente surge em preparados de alho que tenham vinagre como um dos componentes.

## Alho Laba

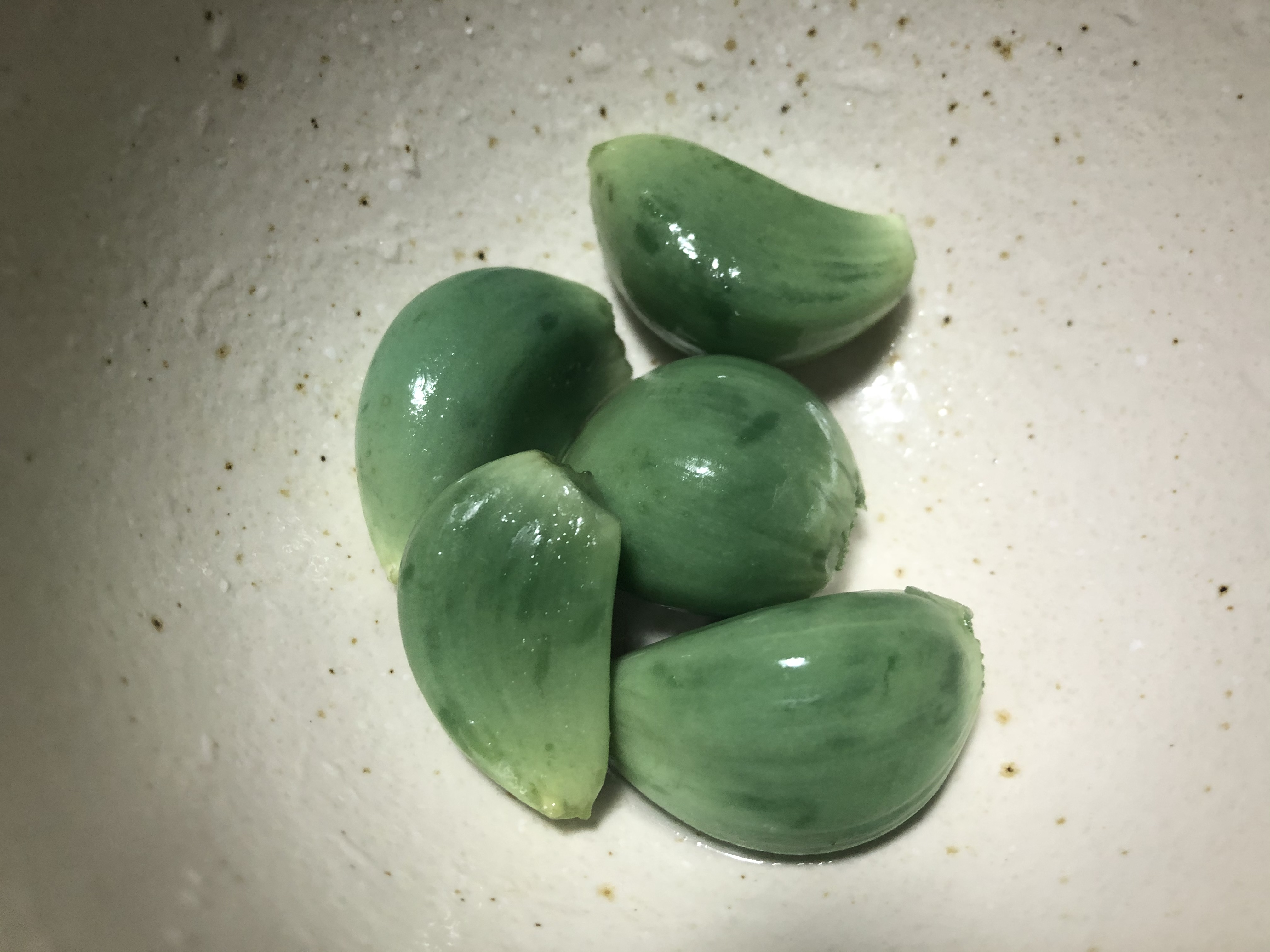
Alho Laba chinês.

Embora seja um fenômeno geralmente indesejado e muitas vezes cause um aspecto visual desagradável e repulsivo para a maioria das pessoas, em alguns casos o esverdeamento do alho é uma ocorrência desejada em algumas preparações. Este é o caso do alho laba, um tipo de conserva que é uma iguaria na China e difundida por vários países do leste da Ásia.
O alho Laba é um preparado de alho conservado em vinagre da culinária chinesa. Sua cor refinada é verde ou azul e seu sabor é azedo e levemente picante. Ele geralmente é preparado por volta do 8º dia do 12º mês do calendário lunar chinês, no qual ocorre o tradicional Festival Laba. Esse preparado é feito colocando-se os dentes de alho mergulhados em vinagre de arroz acrescido de sal e/ou açúcar e preservado a baixa temperatura. A acidez e o tempo de envelhecimento favorecem a reação de esverdeamento, resultando numa coloração verde-jade na conserva. Esta comida tradicional chinesa é sempre servida com carne ou comida gordurosa.